# Patrick Philbin (athlétisme)
Patrick Philbin (4 août 1874 - 1929) fut un ancien tireur à la corde britannique. Il a participé aux Jeux olympiques de 1908 avec l'équipe britannique de tir à la corde "Liverpool Police" et remporta une médaille d'argent.